# Municipio de Miner
El municipio de Miner (en inglés: Miner Township) es un municipio ubicado en el condado de Miner en el estado estadounidense de Dakota del Sur. En el año 2010 tenía una población de 35 habitantes y una densidad poblacional de 0,37 personas por km².

## Geografía
El municipio de Miner se encuentra ubicado en las coordenadas 44°3′51″N 97°47′19″O / 44.06417, -97.78861. Según la Oficina del Censo de los Estados Unidos, el municipio tiene una superficie total de 93.39 km², de la cual 93,23 km² corresponden a tierra firme y (0,17 %) 0,16 km² es agua.

## Demografía
Según el censo de 2010, había 35 personas residiendo en el municipio de Miner. La densidad de población era de 0,37 hab./km². De los 35 habitantes, el municipio de Miner estaba compuesto por el 97,14 % blancos, el 2,86 % eran asiáticos. Del total de la población el 0 % eran hispanos o latinos de cualquier raza.